# Michał I Uzurpator
Michał I Bragança, port. Miguel I, Miguel Maria do Patrocínio João Carlos Francisco de Assis Xavier de Paula Pedro de Alcântara António Rafael Gabriel Joaquim José Gonzaga Evaristo de Bragança e Bourbon (ur. 26 października 1802 w Lizbonie, zm. 14 listopada 1866 w Karlsruhe) – drugi syn króla Jana VI i Charlotty Joachimy Burbon, infantki hiszpańskiej. Trzydziesty (lub według innych historyków – trzydziesty pierwszy) król Portugalii i Algarve w latach 1828-1834 (podczas portugalskiej wojny domowej).
Michał był konserwatystą i admiratorem Cesarstwa Austriackiego, pod przewodnictwem swojego nauczyciela – Klemensa Lothara von Metternicha. Stanął na czele dwóch rewolt przeciwko swojemu ojcu – w latach 20. XIX wieku i dlatego został natychmiast wygnany z ojczyzny.

## Samozwańczy król
W 1826 został zaręczony ze swoją młodą bratanicą – Marią II da Gloria. W następstwie tego wydarzenia, Michał ogłosił sam siebie, regentem (26 lutego 1828) i następnie przejął tron jako wyłączny monarcha (11 lipca 1828). Tym samym obalił konstytucję swojego brata Piotra IV, króla Portugalii i cesarza Brazylii.
Michał szukał ciągle międzynarodowego poparcia dla jego reżimu. Rząd księcia Wellingtona w Wielkiej Brytanii i Irlandii upadł w 1830, zanim mógł on formalnie uznać Michała za króla. W 1831 brat Michała – Piotr abdykował z tronu Brazylii i zajął Azory (skąd poprowadził swoją flotę na Portugalię). Po 3-letniej wojnie domowej, Michał został wreszcie zmuszony w Evoramonte do abdykacji (26 maja 1834) i wysłany na wygnanie przez zwycięskiego Piotra.
Ostatnia Monarchistyczna Konstytucja z 1838 w artykule 98 kategorycznie wykluczyła Michała i jego potomków jako możliwych następców tronu portugalskiego. Również w Hiszpanii, 15 stycznia 1837, w trakcie trwania I wojny karlistowskiej (1833-1839), Kortezy wykluczyły Michała i jego potomków jako możliwych następców tronu hiszpańskiego. Kortezy powołały się na fakt, że Michał spiskował ze swoim wujem – i pretendentem karlistów do tronu – Don Carlosem, hrabią Molina. Dwie siostry Michała – Teresa i Francisca (obie były kolejno żonami Don Carlosa) oraz ich dzieci, zostali również wykluczeni. Sam Michał resztę swojego życia spędził na wygnaniu. Zmarł w Karlsruhe w Niemczech.

## Małżeństwo
W 1851, w wieku 48 lat, Michał ożenił się z księżniczką Adelajdą Löwenstein-Wertheim-Rosenberg (1831-1909). Para miała siedmioro dzieci, a Michał już po swojej śmierci, nazywany był „dziadkiem Europy”. Wdowa po nim zadbała, aby ich córki wyszły za mąż za świetnie urodzonych kawalerów. Dzieci Michała i Adelajdy:
- Maria das Neves (1852-1941)

∞ Alfons Karol Burbon, książę San Jaime, infant Hiszpanii i karlistowski pretendent do tronu
- Miguel (1853-1927), książę Bragança

∞ Elżbieta Maria Thurn und Taxis
∞ Maria Teresa, księżniczka Löwenstein-Wertheim-Rosenberg
- Infantka Maria Teresa (1855-1944)

∞ Karol Ludwik Habsburg, arcyksiążę Austrii (trzecia żona)
- Maria José (1857-1943)

∞ Karol Teodor Wittelsbach, książę Bawarii (druga żona)
- Aldegundes (1858-1946), księżna Guimaraes

∞ Henryk Parmeński, hrabia Bardi (druga żona)
- Maria Anna (1861–1942)

∞ Wilhelm IV, wielki książę Luksemburga
- Maria Antónia (1862-1959)

∞ Robert, książę Parmy (druga żona)
Michał miał również nieślubną córkę – Marię da Assunção Carmo e Bragança (1831-1910) – ze związku z portugalską arystokratką, mieszkającą w Rzymie – Antonią Franciscą Ribeiro e Carmo. Oficjalnie uznał córkę w 1839.

## Odznaczenia
- Krzyż Wielki Wstęgi Trzech Orderów (Chrystusa, Św. Benedykta z Avis i Św. Jakuba od Miecza)[1]
- Krzyż Wielki Orderu Wojskowego Wieży i Miecza, Męstwa, Wierności i Zasługi[1]
- Krzyż Wielki Orderu Niepokalanego Poczęcia Najświętszej Marii Panny z Vila Viçosa[1]
- Wielki Mistrz Orderu Skrzydła Świętego Michała (od 1848)
- Wieki Przeor Orderu Maltańskiego (Przeorat Portugalski)[1]
- Łańcuch Orderu Złotego Runa (Hiszpania)[1]
- Krzyż Wielki Orderu Karola III (Hiszpania)[1]
- Krzyż Wielki Orderu Świętego Stefana (Węgry)[1]
- Krzyż Wielki Orderu Świętego Ferdynanda (Sycylia)[1]
- Krzyż Wielki Orderu Krzyża Południa (Brazylia)[1]
- Krzyż Wielki Orderu Ducha Świętego (Francja)[1]
- Krzyż Wielki Orderu Świętego Michała (Francja)[1]
- Krzyż Wielki Orderu Świętego Ludwika (Francja)[1]
- Order Świętego Aleksandra Newskiego (Rosja)[1]